# Uelfe IV
Uelfe IV ist eine Hofschaft in Radevormwald im Oberbergischen Kreis im nordrhein-westfälischen Regierungsbezirk Köln in Deutschland.

## Lage und Beschreibung
Die Hofschaft liegt im Norden des Stadtgebiets direkt an einer von der Landesstraße 414 in Richtung Oberönkfeld abzweigenden Nebenstraße. Nachbarorte sind Oberste Mühle, Scheidt und die Nordstadt von Radevormwald. Die Bebauung der Stadt Radevormwald reicht bis etwa 250 m an den Ortsrand von Uelfe IV heran. Der Böckersfelder Bach mündet am nördlichen Ortsrand in die Uelfe.
Politisch wird die Hofschaft durch den Direktkandidaten des Wahlbezirks 170 im Rat der Stadt Radevormwald vertreten.

## Geschichte
1484 wird der Ort Uelfe erstmals erwähnt. Ein „Clais in Olve“ wird in einer Darlehensliste für Herzog Wilhelm III von Berg geführt. In der Karte Topographische Aufnahme der Rheinlande von 1825 lautet die Ortsbezeichnung „Cöllnisch Uelfe“. In der Preußischen Uraufnahme von 1840 bis 1843 ist der Ort unter „Holzülfe“ aufgeführt. Erst die historische topografische Karte von 1892 bis 1894 (Preußische Neuaufnahme) nennt die heute gebräuchliche Ortsbezeichnung „Uelfe IV“

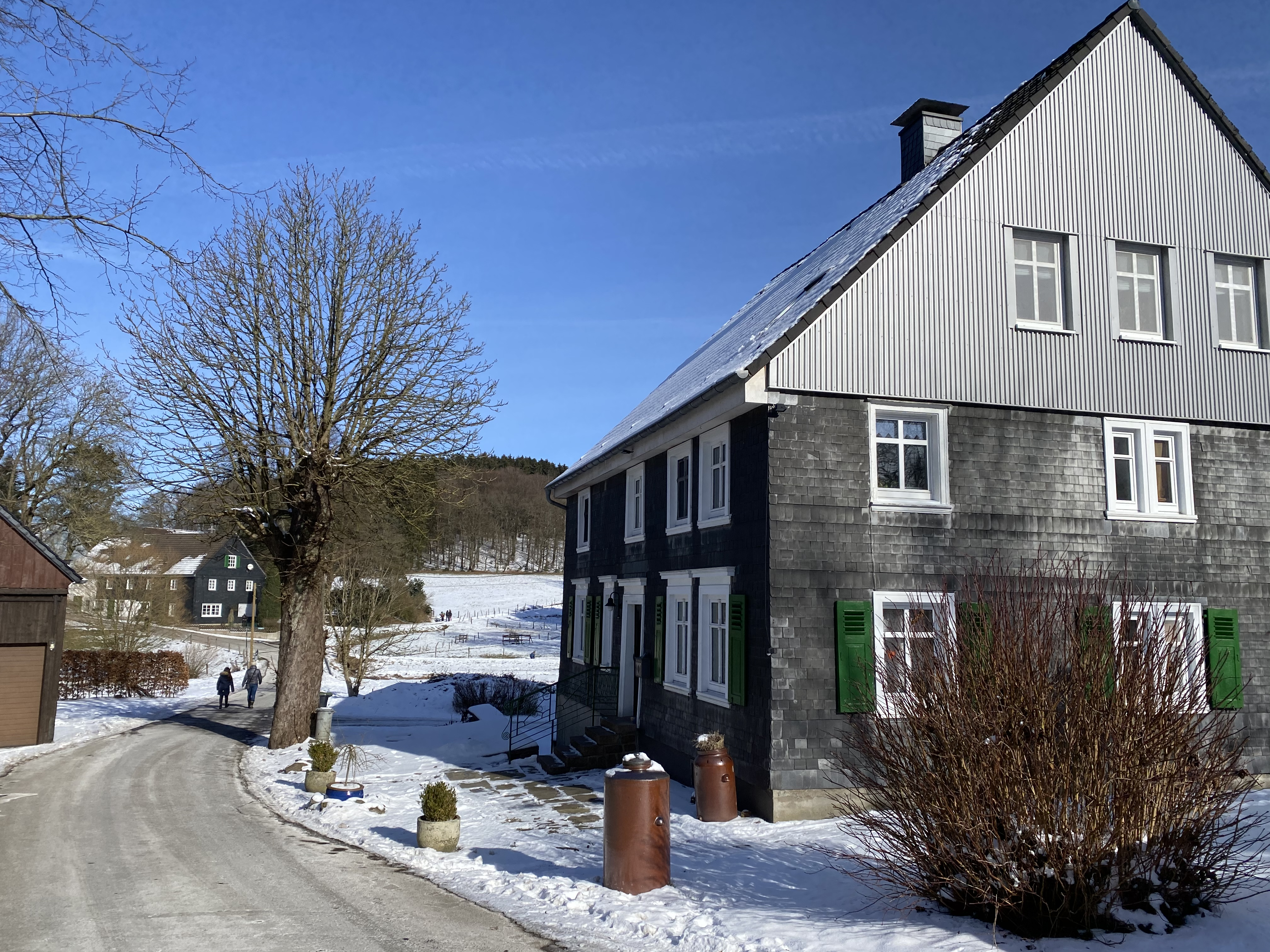
Uelfe IV im Winter 2021

## Wanderwege
Folgende Wanderwege führen durch den Ort:
- Die Ortsrundwanderwege A2 und A3
- Der Radevormwalder Radweg R2 Entlang der Uelfe und Wupper